# Dzalbay
Dzalbay es una localidad del municipio de Temozón, estado de Yucatán, en México. 

## Toponimia
El nombre (Dzalbay) proviene del idioma maya y se refiera a una planta denominada en la región "piñuelilla" (Bromelia Sylvestris).

## Demografía
Según el censo de 2010 realizado por el INEGI, la población de la localidad era de 552 habitantes.